# John James Gambier
Ne doit pas être confondu avec James Gambier.
John James Gambier, 1er baron Gambier, né le 13 octobre 1756 à New Providence, Bahamas et mort le 19 avril 1833 à Iver, Angleterre, est un officier de marine britannique. Il sert dans la Royal Navy et parvient au grade d'Admiral of the Fleet.

## Biographie

### Jeunesse et débuts
John James Gambier naît le 13 octobre 1756 à New Providence aux Bahamas. Son père John Gambier est Lieutenant-Gouverneur des Bahamas. Sa mère était originaire des Bahamas.
Il intègre la Royal Navy en 1767, comme aspirant à bord du HMS Yarmouth, dont le capitaine est un oncle. Rapidement, le jeune Gambier monte dans les grades militaires.
Il est promu au grade de commander le 9 octobre 1778. Il est nommé gouverneur de l'île de Terre-Neuve entre 1802 et 1804.
En 1807, il prend part à la seconde bataille de Copenhague. La même année, il devient Lord Gambier.
En 1809, il participe à la victoire navale sur la flotte française lors de la bataille de l'île d'Aix. Un différend l'oppose à son subordonné le capitaine de vaisseau Thomas Cochrane de Dundonald. Ce dernier reproche à l'amiral Gambier de ne pas avoir profité des conditions de la victoire pour détruire entièrement la flotte française. Gambier demande de passer devant la cour martiale afin d'être innocenté et blanchi de ces accusations, ce qu'il obtient après plusieurs erreurs de Cochrane ; celui-ci fut reconnu coupable de diffamation d'un officier supérieur par cette même cour.
En 1813, il fait partie de l'équipe de négociation du Traité de Gand entre le Royaume-Uni et les États-Unis qui met fin à la guerre opposant les deux pays depuis 1812.
Pour l'amiral Gambier, le capitaine dieppois Jean Cousin serait le véritable découvreur de l'Amérique.

## Voir également
- Liste des gouverneurs de Terre-Neuve